# Спрингфілд Тауншип (округ Фаєтт, Пенсільванія)
Спрингфілд Тауншип (англ. Springfield Township) — селище (англ. township) в США, в окрузі Файєтт штату Пенсільванія. Населення — 2732 особи (2020).

## Демографія
Згідно з переписом 2010 року, у селищі мешкали 3043 особи в 1144 домогосподарствах у складі 848 родин. Було 1292 помешкання
Расовий склад населення:
| - 98,3 % — білих - 0,5 % — чорних або афроамериканців - 0,1 % — азіатів |

До двох чи більше рас належало 0,9 %. Частка іспаномовних становила 0,4 % від усіх жителів.
За віковим діапазоном населення розподілялося таким чином: 24,4 % — особи молодші 18 років, 61,9 % — особи у віці 18—64 років, 13,7 % — особи у віці 65 років та старші. Медіана віку мешканця становила 39,8 року. На 100 осіб жіночої статі у селищі припадало 97,9 чоловіків; на 100 жінок у віці від 18 років та старших — 96,2 чоловіків також старших 18 років.
Середній дохід на одне домашнє господарство становив 52 748 доларів США (медіана — 44 342), а середній дохід на одну сім'ю — 61 295 доларів (медіана — 54 063). За межею бідності перебувало 25,2 % осіб, у тому числі 45,7 % дітей у віці до 18 років та 5,9 % осіб у віці 65 років та старших.
Цивільне працевлаштоване населення становило 1143 особи. Основні галузі зайнятості: освіта, охорона здоров'я та соціальна допомога — 15,8 %, транспорт — 14,2 %, будівництво — 13,3 %.